# Ирационализъм
Ирационализъмът е философско направление, застъпващо тезата, че човешкият ум е неспособен да разбере света.
Ирационалният мироглед предполага съществуването на области на знанието, които са недостъпни за разума, но са доловими посредством качествата интуиция, чувство, инстинкт, откровение, вяра и т.н.
Според ирационалната философска школа ирационалният характер на действителността се долавя и потвърждава от ирационалното начало. Ирационалната философска тенденция е в известна степен присъща на философите Шопенхауер, Шелинг, Киркегор, Якоби, Ницше, Дилтай, Шпенглер, Бергсон.
Класическото латинско разбиране за ирационализма е като за мироглед, който оправдава неуспеха на научно мислене в познанието на обществените отношения и закономерностите на реалността. От своя страна, поддръжниците на ирационализма считат за висши познавателни функции интуицията, преживяното, съзерцанието и т.н.